# Gabriella Besanzoni

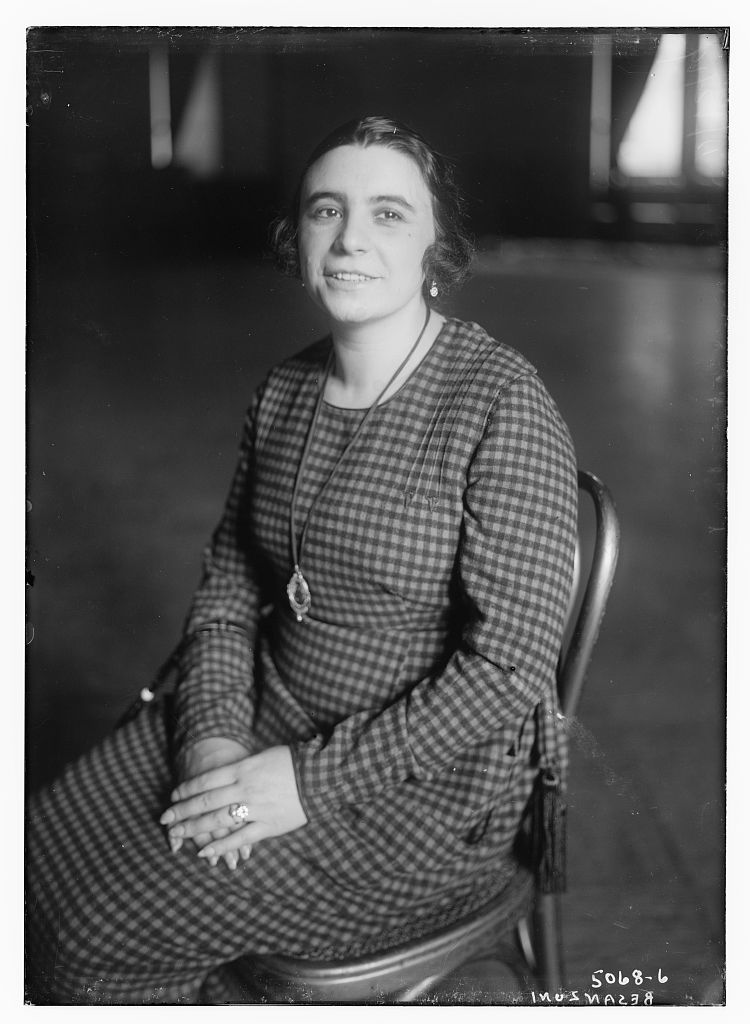

Gabriella Besanzoni (Roma, 20 de septiembre de 1890- ibidem, 8  de julio de 1962) fue una contralto italiana.

## Biografía
Nació en Roma el 20 de septiembre de 1890 y estudió en la Academia de Santa Cecilia con Alessandro Maggi e Hilda Brizza. Primeramente como soprano para cambiar luego a su tesitura de contralto.
Debutó en Viterbo como Adalgisa de Norma de Bellini en 1911 pasando rápidamente al Costanzi de Roma en donde en 1913 ya cantaba la comprometida parte de Ulrica en Un baile de máscaras de Verdi. Ascendió rápidamente y en pocos años ya estaba en La Scala en donde apareció en Orfeo, Amneris, Carmen y Mignon dirigida por Toscanini.
Entre 1918 y 1935 fue la mezzosoprano favorita del Teatro Colón en Buenos Aires donde cantó Dalila, Carmen, Amneris, Lola, La Cieca, Preziosilla, Marina, Leonora en La favorita, Mignon, Adalgisa, Isabella, Francesca da Rimini y Jacquerie. 
Debutó en el Metropolitan Opera de Nueva York en la temporada 1919 como Amneris en Aída al lado de Claudia Muzio, Giovanni Martinelli y Renato Zanelli. En la misma temporada apareció como Marina en Borís Godunov, Isabella en L'italiana in Algeri, Dalila en Sansón y Dalila y Preziosilla en La forza del destino. En estas dos últimas óperas tuvo como compañero a Enrico Caruso. Besanzoni no fue una cantante del agrado del público del Met.
En 1925 se casó con el millonario brasileño Henrique Lage y se mudó a Río de Janeiro en donde vivieron en una mansión bajo el cerro del Corcovado.
Su presencia en Río de Janeiro favoreció sus actuaciones en Argentina, Venezuela, Perú, Uruguay, México y Cuba. En el Teatro Colón de Buenos Aires tuvo una verdadera multitud de admiradores que la recordaron aún después de décadas de su retiro. 
Se retiró en 1939 como Carmen, su papel favorito, en las Termas de Caracalla en Roma.

## Su voz y figura

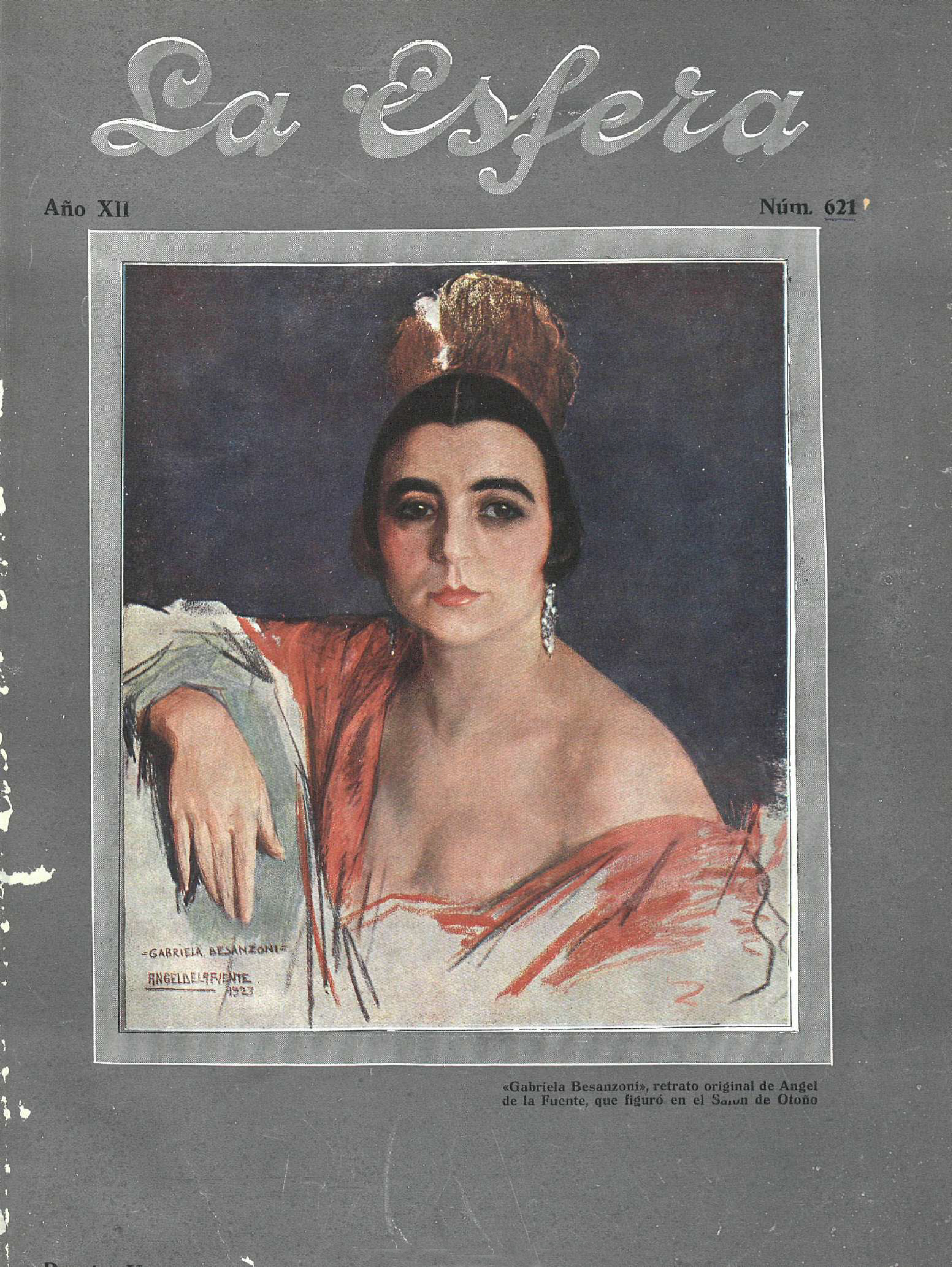
Gabriella Besanzoni en la portada de la revista La Esfera (28 de noviembre de 1925). Reproducción de una pintura de Ángel de la Fuente.

La voz de la Besanzoni se distinguía de entre sus colegas por el volumen, flexibilidad y extensión además del carácter aterciopelado que se podía apreciar sobre todo en el centro y el grave. Fue una voz cuyo grave surgía fácilmente y no se notaba el escalón clásico que por lo general se percibe al pasar de la voz de cabeza a la de pecho.
Así también la flexibilidad de su instrumento era notable, pudiendo afrontar con total éxito el repertorio de coloratura con inclusión del trino que luce de manera espectacular en su grabación de "Stride la Vampa".
Para muchos expertos la suya fue la última voz verdadera de contralto, en línea con las grandes del siglo XIX (Grassini, Malanotte, Pisaroni, María Malibran, Marietta Alboni). 
Giacomo Lauri-Volpi, que la oyó, escribió sobre ella:

Es la última voz de mezzosoprano contralto que haya tenido Italia. Las sucesivas, en comparación, parecían jilgueros, mirlos o canarios encerrados en una jaula de metal más o menos preciosa...

Fue una de las divas más célebres de la segunda década del siglo XX. Para el público de su tiempo la Besanzoni era sinónimo de Carmen, por sus dotes actorales, su físico y voz.
Le gustaba presentarse en el último acto de la ópera de Bizet con joyas de gran valor que, sumadas a la espectacularidad del canto, producían gran efecto.